# Quận trưởng (Pháp)
Quận trưởng (tiếng Pháp: sous-préfet) là một người đại diện của một tỉnh trưởng tại một quận của Cộng hòa Pháp. Địa vị của một quận trưởng được định nghĩa theo Sắc lệnh số 64-260 ngày 14 tháng 3 năm 1964.

## sous-préfet
Ngoài ý nghĩa quận trưởng, sous-préfet còn là các viên chức trợ thủ khác của một tỉnh trưởng như:
- Tổng thư ký lỵ sở
- Chánh văn phòng tỉnh lỵ
- Tổng thư ký đặc trách công việc vùng
- Viên chức đặc trách sứ mệnh chính trị của thành phố

## Lịch sử
Chức quận trưởng được lập ra cùng thời gian với chức tỉnh trưởng theo Luật ngày 26 tháng 5 năm thứ 8 lịch Cách mạng Pháp. Khi đó, mỗi quận đã có một quận trưởng, trừ quận có tỉnh lỵ là nơi tổng thư ký lỵ sở phục vụ trong vai trò quận trưởng. Sắc lệnh ngày 6 tháng 4 năm 1811 lập ra mỗi quận một quận trưởng kể cả quận có tỉnh lỵ. Tuy nhiên, để giảm ngân sách, một sắc lệnh mới được đưa ra ngày 20 tháng 12 năm 1815 kết hợp chức vụ quận trưởng của một quận có tỉnh lỵ và tổng thư ký lỵ sở của tỉnh đó thành một. Khi đó tổng thư ký lỵ sở của tỉnh được xem như quận trưởng của quận có tỉnh lỵ. Tiếp đến, Sắc lệnh ngày 1 tháng 8 năm 1817 bãi bỏ chức vụ tổng thư ký lỵ sở của tỉnh. Sau cùng chức vụ tổng thư ký lỵ sở lại được phục hồi theo Sắc lệnh ngày 1 tháng 5 năm 1820.

## Tuyển mộ và nghiệp vụ
Thông thường để trở thành quận trưởng, các nhân tuyển phải là các nhà hành chính dân sự tốt nghiệp Trường Quốc gia Hành chính Pháp (École nationale d'administration). Bộ Nội vụ Pháp tuyển chọn các quận trưởng từ các nhà hành chính dân sự và huấn luyện họ ngay sau đó. Sau vài năm tập sự, họ có thể trở thành những người sẵn sàng đảm trách công việc của một quận trưởng.

## Nhiệm vụ
Các quận trưởng hỗ trợ tỉnh trưởng hoàn thành nhiệm vụ của tỉnh trưởng. Thí dụ như, họ đại diện cho tỉnh trưởng tại quận mà mình đặc trách. Chỉ tỉnh trưởng mới là người đại diện của chính phủ trung ương tại một tỉnh. Các quận trưởng có thể thực thi một số nhiệm vụ như sau:
- Tổng thứ ký lỵ sở: điều hành nhân sự và nguồn lực của lỵ sở, và cũng là quận trưởng của quận có thủ phủ tỉnh. Đóng vai trò phó tỉnh trưởng khi phó tỉnh trưởng vắng mặt.
- Quận trưởng: tổ chức và chỉ đạo công việc của chính phủ tại quận mình đặc trách.